# Het Oosterkwartier
Het Oosterkwartier, was een speeltuinvereniging in Haarlem. De vereniging werd opgericht op 16 september 1925 en opgeheven in 1993. Het was de oudste speeltuinvereniging in Haarlem en was qua oppervlakte de grootste speeltuin van Nederland. Doel van de vereniging was "door geordend spel, onder zoveel mogelijk deskundige leiding, in de open lucht te ontspannen". Het Oosterkwartier was betrokken bij de oprichting van meerdere speeltuinverenigingen in de regio Haarlem. Een verzelfstandigde clubactiviteit die tot op de dag van vandaag nog bestaat is de Haarlemse Korfbalclub Het Oosterkwartier (HKC Oosterkwartier), opgericht in 1929.

## Bloeiperiode (1925-1955)
In 1925 richten Johannes J.C. Ophuijsen (1885-1950) en Willem Klaren (1895-1953), gezamenlijk met andere inwoners van de Amsterdamsebuurt de speeltuinvereniging Het Oosterkwartier op. Willem Klaren, een zoon van Uilke Jans Klaren, de grondlegger van de nederlandse speeltuinbeweging, was tot en met 1930 de voorzitter van Het Oosterkwartier. De familie Klaren was al betrokken bij de speeltuinbeweging sinds de oprichting van de eerste speeltuinvereniging in Amsterdam in 1900, en Klaren kon dus voor de oprichting van Het Oosterkwartier gebruik maken van 25 jaar ervaring met speeltuinwerk. Uilke Klaren stond zijn zoon Willem met raad en daad ter zijde.

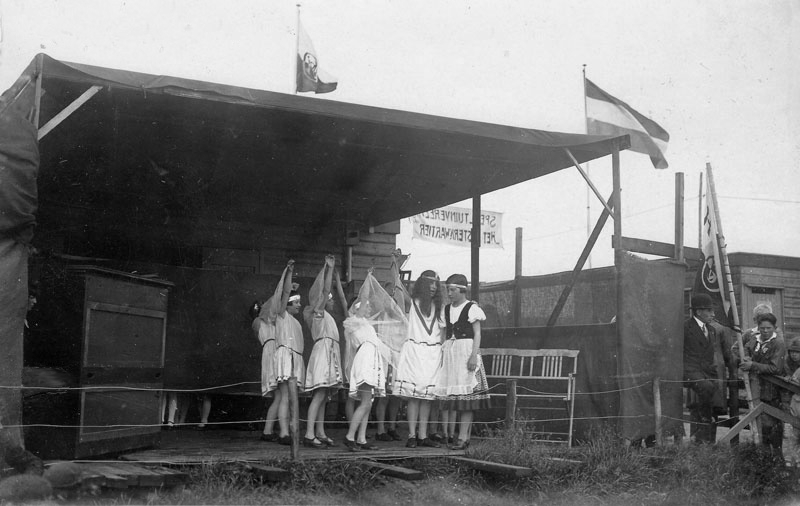
Voorstelling in de speeltuin, ca. 1930.

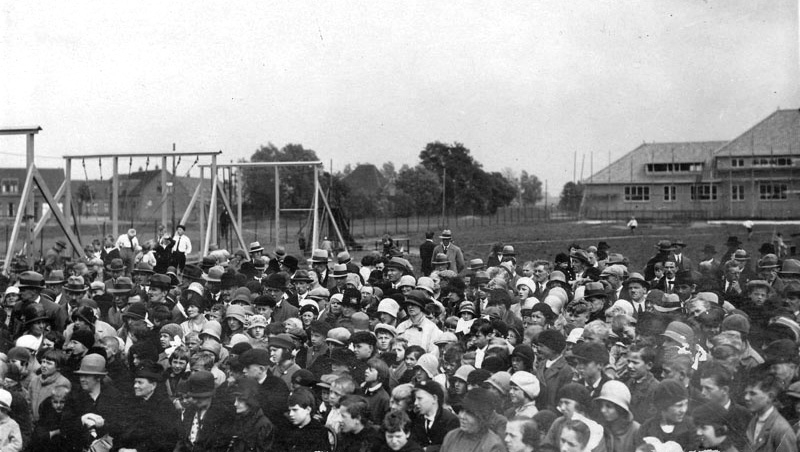
Publiek bij een voorstelling in de speeltuin, ca. 1930.

Het Oosterkwartier in de naam van de speeltuinvereniging sloeg op de Haarlemse  Amsterdamsebuurt en de Slachthuisbuurt, volkswijken aan de oostelijke rand van de stad. Deze volkswijken stammen uit de periode 1910-ca.1925. Het doel van Het Oosterkwartier was om kinderen in naburige wijken een gelegenheid te bieden in speelplaatsen te kunnen spelen in plaats van op straat. Naast de eigenlijke speeltuin bestond veel van het speeltuinwerk uit clubwerk, de bijeenkomsten, clubs en verenigingen waarmee men de kinderen bezighield. Om die reden ging de speeltuinvereniging op zoek naar een eigen clubgebouw. Het Oosterkwartier kreeg van de gemeente Haarlem een gedeelte van een oude hulpschool aan de Papentorenvest in gebruik, terwijl men bezig was met het vinden van een geschikte plek voor de speeltuin.
Van 1925 tot 1927 beschikte de vereniging niet over een speeltuinterrein. Op 4 augustus 1928 werd een aan de Zomervaart (hoek Zomervaart/Richard Holkade) gelegen terrein geopend, dit bleef in gebruik tot 1966. Het door de gemeente ter beschikking gestelde terrein was ca. 8.500 m2 groot, op dat moment het grootste speeltuinterrein van Nederland. Slechts een klein deel van het terrein bestond uit speeltoestellen; een groot gedeelte was bestemd voor sport en spel, al dan niet onder begeleiding. Alle kinderen die lid waren ontvingen een penning waarmee ze konden aantonen lid te zijn. De penning, een aluminium schijfje met een nummer, werd met een kettinkje of schoenveter om de nek gedragen en diende bij de ingang te worden getoond. Het houten gebouw aan de Papetorenvest, dat door de gemeente Haarlem aan de speeltuinvereniging geschonken was, werd in 1931 afgebroken en in aangepaste vorm weer opgebouwd op het speeltuinterrein. Op 12 december 1931 vond de opening van het door architect A.M.J. Sevenhuijsen ontworpen clubhuis plaats.
Naast sport en spel organiseerde Het Oosterkwartier zogenaamde 'onschoolse samenkomsten' (buitenschoolse activiteiten): het clubwerk, met name gedurende het winterseizoen. Indien men deel uit maakte van een club dan was aanwezigheid daarbij verplicht. Aan het einde van het winterseizoen werden de gemaakte werkstukken tentoongesteld. In de beginperiode was men vooral bezig met het werven van leden voor allerlei activiteitenclubs, zoals de gymnastiek-, operette-, raffia-, voorlees-, dam-, en tekenclub, evenals een jeugdfanfare. In 1935 kwamen wekelijks 80 kinderen voor de Korfbalclub, 85 voor de Gymnastiekclub, 20 voor de Operetteclub, en 40 voor het Jeugdfanfarecorps bijeen. Het winterclubwerk, verdeeld over twaalf verschillende clubs, hield iedere week 240 kinderen met handenarbeid bezig.

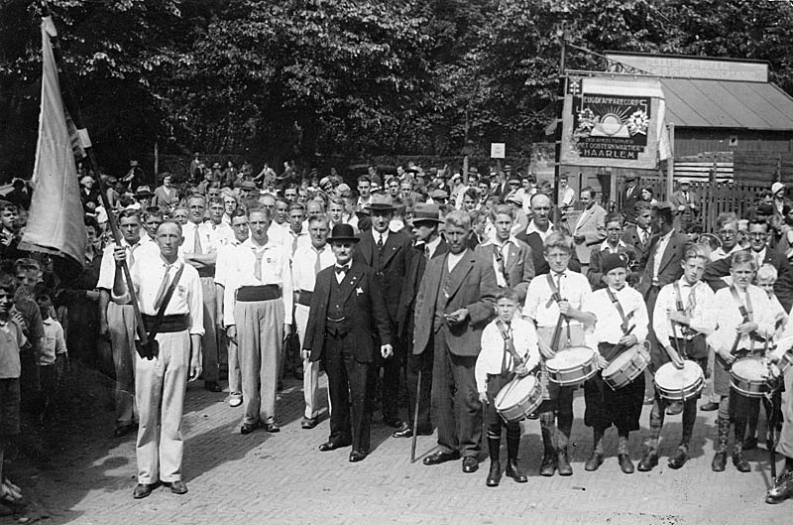
Het jeugdfanfarecorps van speeltuinvereniging, 1946. Oprichter Ophuijsen is de man vooraan met de wandelstok.

De historie van korfbal is verweven met de opkomst van speeltuinen: korfbal werd als spel in 1902 bedacht, en sloeg mede omdat het een teamsport was voor jongens en meisjes direct aan.  Direct na de opening van het speeltuinterrein werd er al veel gekorfbald, wat leidde tot de oprichting van de korfbalclub. De Korfbalclub werd in 1929 verzelfstandigd tot de Haarlemse Korfbal Club Het Oosterkwartier (HKC Oosterkwartier).  De clubkleuren van de korfbalclub zijn nog altijd gelijk aan die van de speeltuin: blauw en wit. 
In de oorlogsjaren diende het clubgebouw als onderkomen voor een 20-tal onderduikers die zich onder de vloer schuilhielden, en had het 's nachts bewaking om te vookomen dat de planken eraf gesloopt werden ten bate van de nood-houtkacheltjes in de hongerwinter.  Het Oosterkwartier heeft de oorlogsjaren redelijk goed doorstaan, met uitzondering van de houten speeltuininventaris.  Na 5 mei 1945 vonder er allerlei herstelwerkzaamheden plaats, de speeltuin werd heropend in 1947.

### Verzuiling
Het Oosterkwartier was een neutrale speeltuin, dat wil zeggen dat zij niet behoorde tot een bepaalde politieke of religieuze stroming. In algemene zin was het succes van neutrale speeltuinverenigingen een doorn in het oog van de rooms-katholieke gemeenschap, aangezien de speeltuin en het clubwerk niet onder auspiciën van de kerk werden verricht. Volgens een bisschoppelijk schrijven mocht de rooms-katholieke oudere jeugd niet niet tegelijktijdig met de jeugd van andere gezindten van een speeltuin gebruik maken.
De Katholieke Vereniging voor het Gezin had Het Oosterkwartier in 1928 gevraagd of zij twee avonden per week de speeltuin zouden kunnen gebruiken, onder uitsluiting van de andere gezindten. De beide verenigingen kwamen niet tot overeenstemming, waarna Burgemeester en Wethouders van Haarlem in besloten het speeltuinterrein twee avonden aan de Bond voor Grote Gezinnen ter beschikking te stellen. Aan dit besluit werd door Het Oosterkwartier geen gehoor gegeven, waarna Burgemeester en Wethouders in 1930 Het Oosterkwartier wilden dwingen het besluit uit te voeren - waarbij uiteindelijk werd gedreigd het contract met Het Oosterkwartier op te zeggen. Het besluit van B&W werd echter in de gemeenteraad verworpen.

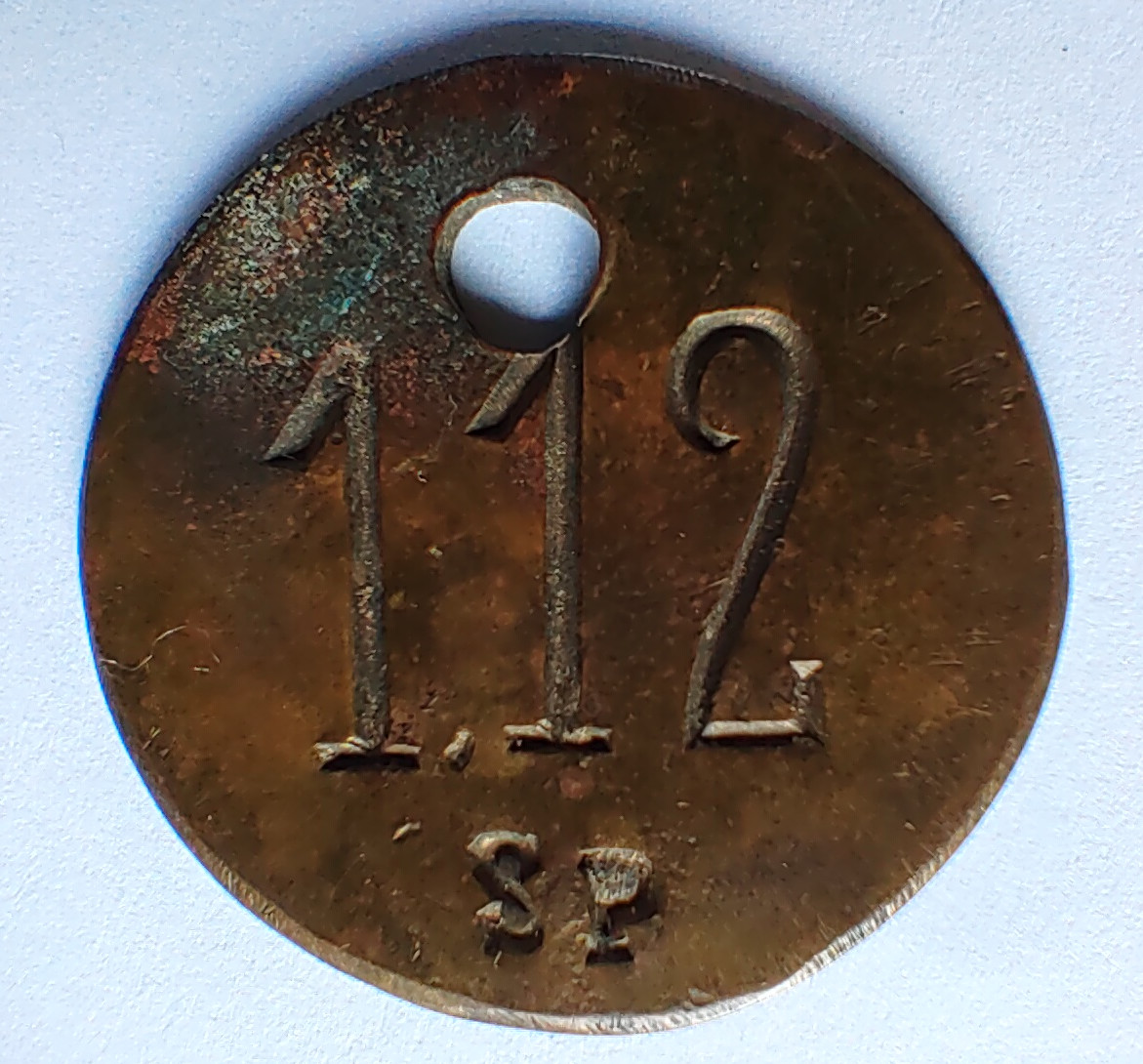
Speeltuinpenning, gedragen met een touwtje om de nek.

Naar aanleiding van deze voortslepende kwestie werd in het najaar van 1930 in het noordelijk gedeelte van de Slachthuisbuurt de Roomskatholieke speeltuinvereniging Kindervreugd opgericht. De gemeente Haarlem stelde een terrein op minder dan 100 meter afstand van Oosterkwartier aan deze nieuwe speeltuinvereniging ter beschikking. 
Vanaf dat moment waren er twee speeltuinkoepels actief in Haarlem: de Katholieke Vereniging voor het Gezin, en het Haarlems Speeltuin Verbond. Deze situatie duurde tot 1977, toen besloten werd tot een fusie. Beide organisaties beheerden op dat moment elk vijftien speeltuinen.

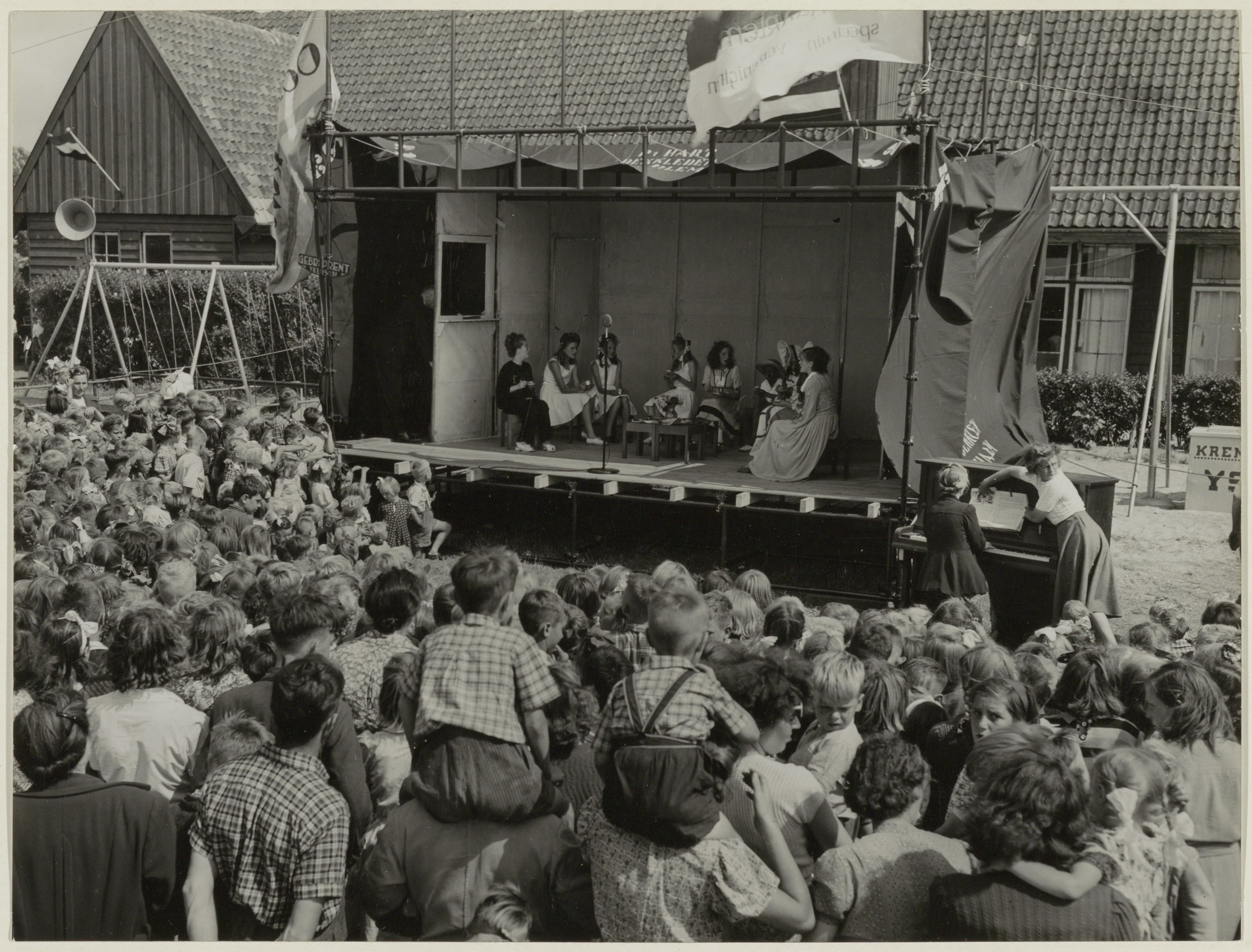
Tijdens een toneelvoorstelling voor kinderen in de openlucht in 1947

### Relatie met andere Haarlemse speeltuinen
Het Oosterkwartier was als eerste speeltuinvereniging van Haarlem betrokken bij het oprichten van speeltuinverenigingen in andere wijken. In 1926 is men gevraagd te helpen bij het oprichten van de speeltuinvereniging Flora, in 1968 na een fusie hernoemd tot Floragaarde. De gemeente had een speeltuin ingericht, maar was op zoek naar een vereniging die de speeltuin kon beheren.
Klaren was vanaf circa 1931 tot en met circa 1937 voorzitter van een Haarlemse bondsorganisatie. Deze organisatie leidde in 1938 uiteindelijk tot de stichting van het Haarlems Speeltuin Verbond. Dit verbond poogde de diverse speeltuinorganisaties te ondersteunen. Ophuijsen was secretaris van deze bond vanaf circa 1938 tot en met zijn overlijden in 1950. Klaren was tevens vanaf circa 1936 tot zijn overlijden in 1953 de eerste betaalde secretaris van het NUSO, een landelijke koepel voor speeltuinorganisaties. Deze organisaties namen geleidelijk de ondersteunende rol van Het Oosterkwartier over, al bleef zij, alleen al vanwege het feit dat zij lange tijd als een van de weinige speeltuinorganisaties over een clubgebouw beschikte, betrokken bij het oprichten van nieuwe speeltuinverenigingen in Haarlem en omgeving.

### Vrijwilligers
Het hart van een speeltuinvereniging wordt gevormd door de tuinopzichters, de zogenaamde "opa's", en een vaste kern van vrijwilligers. Voor het Oosterkwartier zijn met name de volgende vrijwilligers/toezichthouders langdurig betrokken geweest, en vormden daarmee het primaire gezicht van de vereniging: 
- Stijntje "Tante Jans" Martin (1875-1971) was een van de oprichters van Het Oosterkwartier. Zij was als moeder van een groot gezin doordrongen van de noodzaak van een veilige speelplek voor kinderen. Martin was in de periode 1925-1950 jarenlang als vrijwilliger betrokken bij de activiteiten in de speeltuin.[16]
- "Tante Rie" Troost, verrichte zeker 30 jaar speeltuinwerk in de periode 1950-1980.
- J. "Tante Jo" Weidema-van Zeist (1943-2015) had het toezicht op de speeltuin in handen van 1982 tot en met 1992.

## Krimp van het aantal leden en verhuizing naar de Pladellastraat (1955-1968)

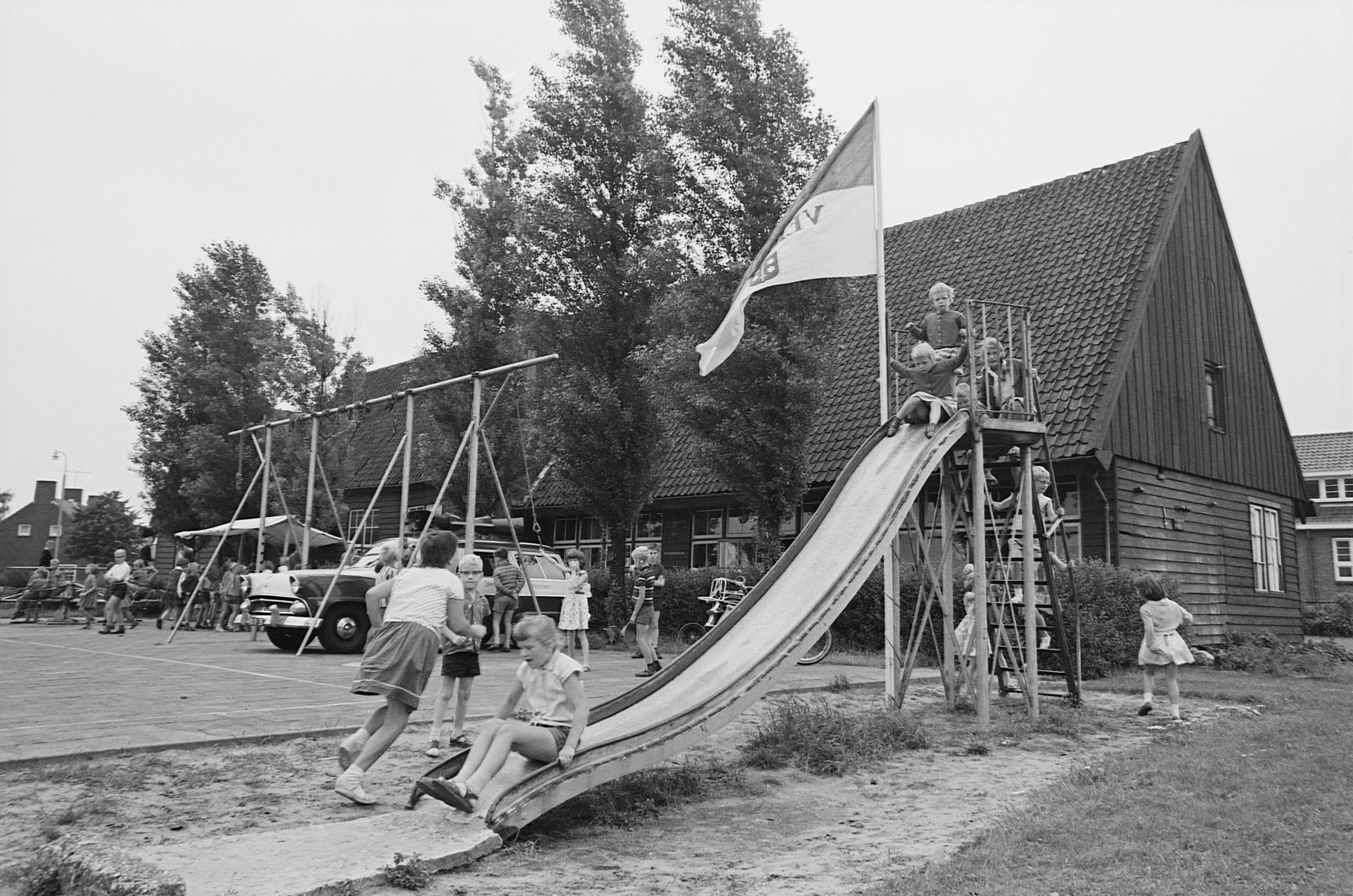
Clubgebouw in 1964

Op de oprichtingsdag van Het Oosterkwartier in 1925 werden 175 gezinnen als lid ingeschreven. Door huisbezoek en publiciteit telde de vereniging aan het eind van dat jaar 300 leden. In 1930 bereikte het ledental een maximum: 1100, afgenomen tot 750 in 1950, en 407 (gezinnen, met 1020 kinderen) in 1957.
Aan deze teruggang liggen meerdere redenen ten grondslag: 
- De directe omliggende buurten uit 1900-1920 vergrijsden.
- De toename van het aantal Haarlemse speeltuinverenigingen. Door het oprichten van de naburige speeltuinvereniging Haarlem-Oost in 1960 schreven vele leden uit de nabijgelegen kinderrijke buurten (Van Zeggelenbuurt en Parkwijk) zich in bij deze vereniging ten koste van het ledental van Het Oosterkwartier.[25]
- Vanaf eind jaren 50 kwamen er steeds meer speeltoestellen in de openbare ruimte, de zogenaamde vrije speelplaatsen. Dit ging ten koste van het georganiseerde speeltuinwerk.[26]

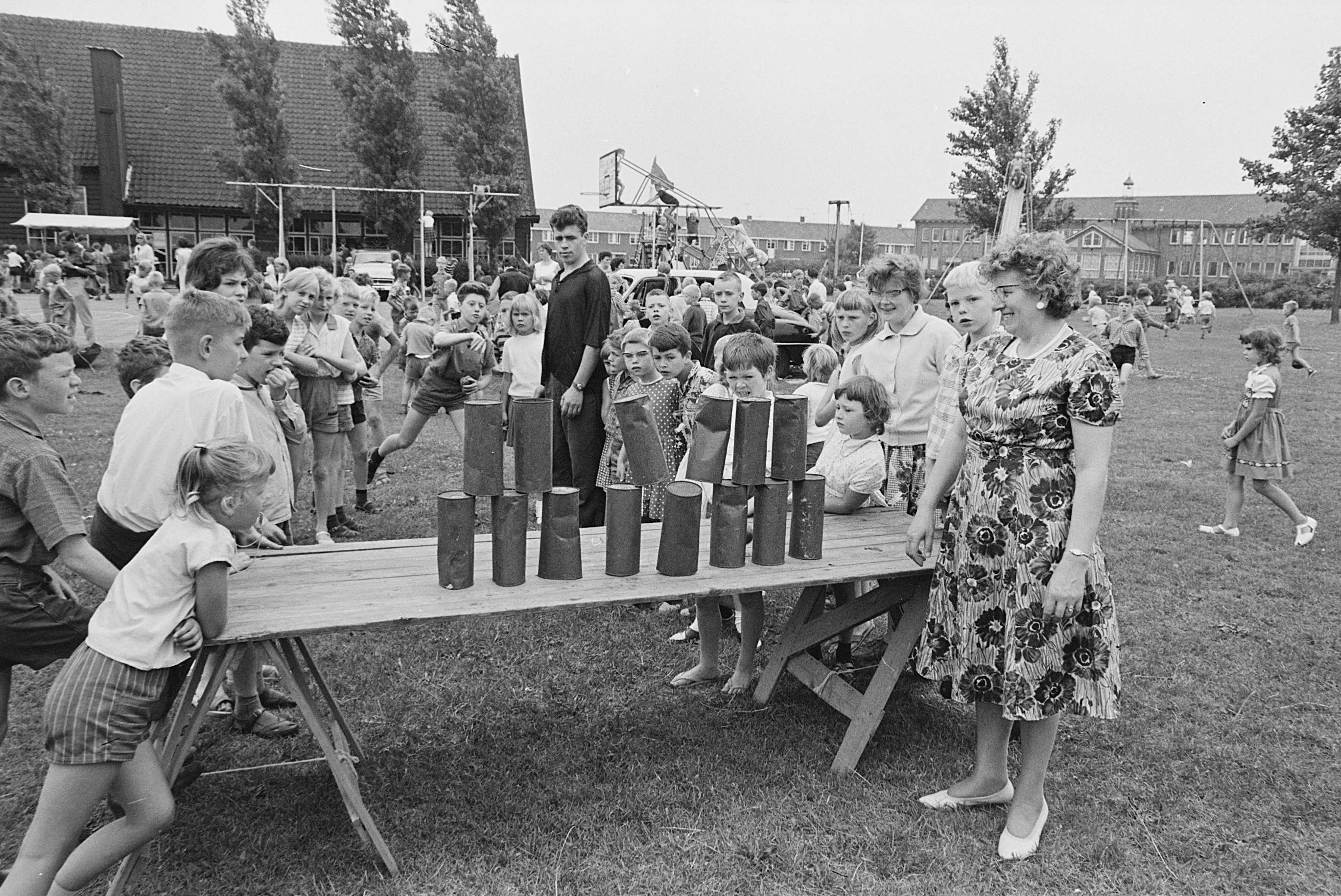
Blikgooien tijdens de vakantiespelen in 1964

Er ontstond druk vanuit de korfbalclub (formeel nog een onderafdeling van de speeltuinvereniging) op de speeltuinorganisatie: men had een beter veld nodig, en betere kleedruimte voor de sporters. In 1963 bouwde de korfbalvereniging een eigen clubhuis op het terrein, waarmee tevens de noodzaak tot het huren van het clubhuis van de speeltuinvereniging wegviel. Vanwege de groei van de korfbalvereniging en de krimp bij de speeltuinvereniging besloot men op 1 juni 1959 tot de totale verzelfstandiging van de korfbalclub. Rond datzelfde tijdstip splitste de basketbal club zich af als de Haarlem Typhoons, een club die in het seizoen 1961/1962 in de basketbal eredivisie speelde. 

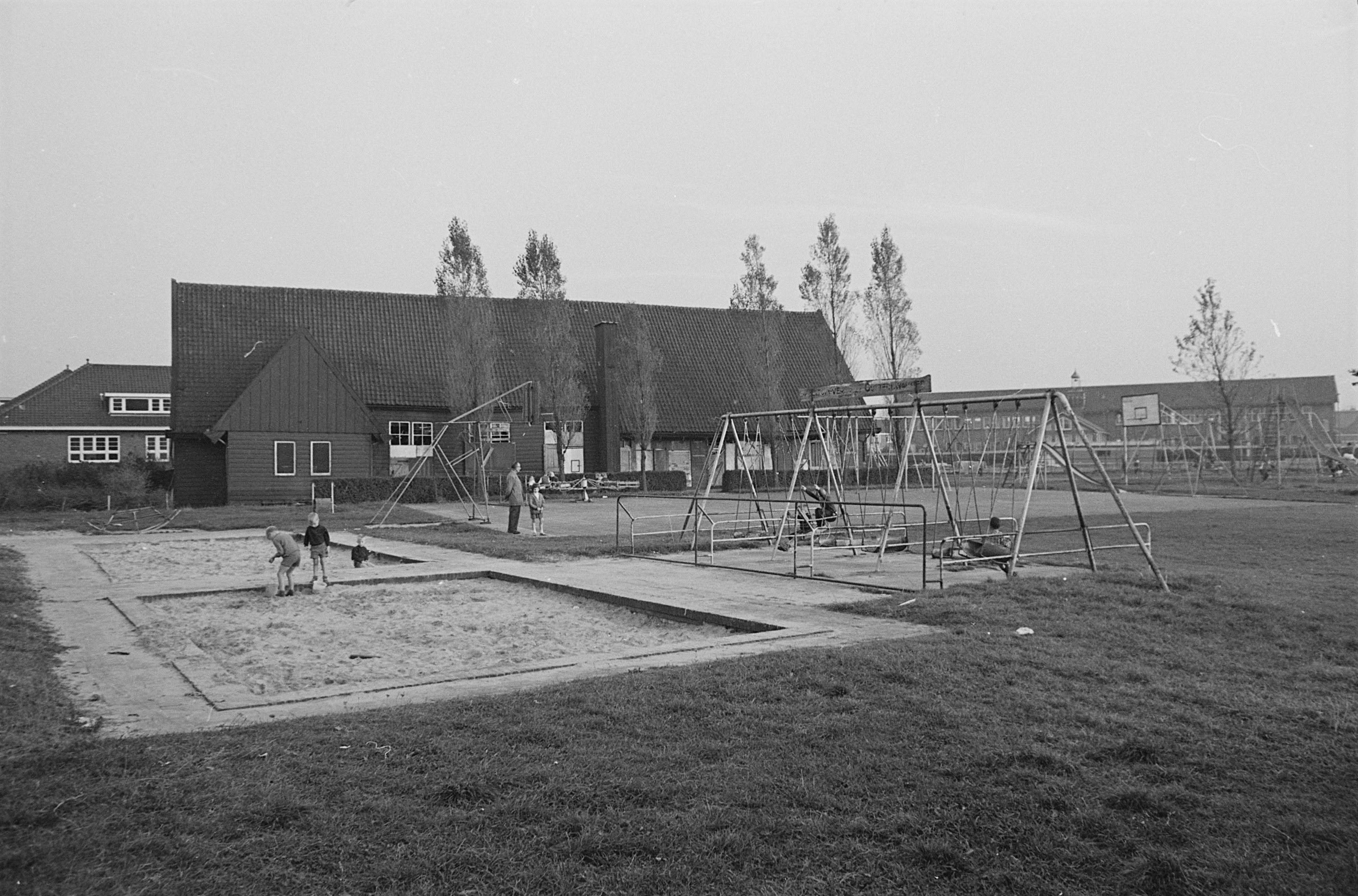
Clubgebouw met dichtgetimmerde ramen na vernielingen in 1965

In 1961 kwam het Haarlems Speeltuin Verbond met een voorgestelde aanpak voor bovenstaande problemen, wat in 1965 resulteerde in een besluit van B en W een nieuwe speeltuin te beginnen in de Pladellastraat met name om de kinderrijke zuidelijke helft van de Slachthuisbuurt van een speelgelegenheid te voorzien, en om het terrein van Het Oosterkwartier op de locatie Zomervaart te sluiten en er een sportveld van te maken, met HKC Oosterkwartier als voornaamste gebruiker. In het voorjaar van 1965 werd het inmiddels verouderde clubhuis door baldadige jongeren grotendeels vernield, waarna het niet meer bruikbaar was voor verenigingswerk. In 1966 had het clubhuis een dusdanig bouwvallige staat dat het afgebroken werd.
In 1966 vond de verhuizing naar een door de gemeente 2450 m2 groot ingericht terrein aan de Pladellastraat in de Slachthuisbuurt plaats. Eind 1968 werd de speeltuin, inclusief een nieuw clubhuis, officieel geopend. De gemeente Haarlem stuurde aan op een fusie met de nabijgelegen speeltuinvereniging Kindervreugd, daar was echter in het bestuur van Oosterkwartier weerstand tegen, met name door de ondemocratische vorm van de Katholieke vereniging voor het Gezin.

## Bezuinigingen op het speeltuinwerk (1968-1993)
In algemene zin nam het aantal speeltuinverenigingen in de jaren 70 van de 20e eeuw af. Gedeeltelijk door vergrijzing, anderzijds omdat de overheid zelf steeds actiever optrad als coordinator van het welzijnswerk. Met name in de jaren 80 van de 20e eeuw werd bezuinigd op subsidies aan speeltuinverenigingen.
Begin jaren 70 bevond het Oosterkwartier zich in een moeilijke financiële positie, die langzaam veranderde waardoor het Oosterkwartier eind jaren 70 de meest vermogende speeltuin van Haarlem was. Volgens sommige leden ging het opbouwen van de financiële reserves ten koste van het organiseren van activiteiten voor de jeugd. In de jaren 80 nam het aantal activiteiten weer toe: er was een kleuterclub, jongensclub, meidenclub, een theesoos na schooltijd, regelmatige discoavonden, en een damclub. In 1988 had de vereniging 190 gezinnen als lid.
Eind jaren 70 en gedurende de jaren 80 organiseerde de speeltuin mede de 'Wiellerronde van Slachthuisbuurt', een jaarlijks op koninginnedag gehouden wegrace, met start en finish bij de speeltuin. De ronde ging via de Hannie Schaftstraat, Richard Holkade, Gouwweteringkade, Slachthuisstraat en Pladellastraat.

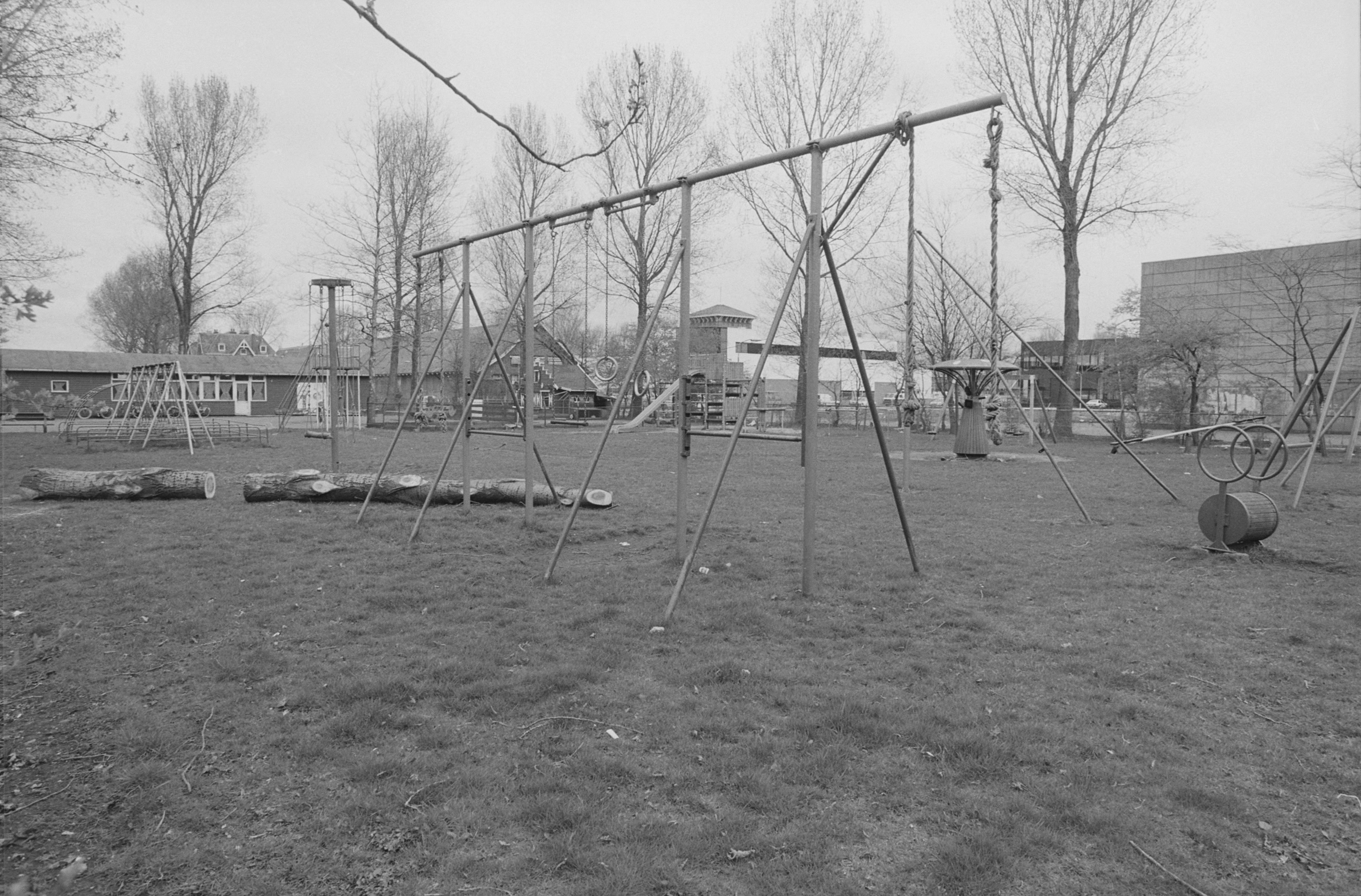
Speeltuin aan de Pladellastraat in 1992

In 1988 komt de gemeente met zijn eerste advies de speeltuin Oosterkwartier te sluiten, met als reden het feit dat er twee goed functionerende speeltuinen op 100 meter van elkaar liggen. Kindervreugd, in die tijd niet meer rooms-katholiek, en Oosterkwartier. Kindervreugd beschikte over een groter terrein met meer mogelijkheden. In 1993 werd de financiering aan Het Oosterkwartier door de gemeente stopgezet. 
De tuinopzichter, het bestuur en de vrijwilligers van Het Oosterkwartier werden door de stadsdeelraad gevraagd hun activiteiten voort te zetten bij de naburige, enigszins noodlijdende, speeltuinvereniging Haarlem-Oost. De bestuursleden van Het Oosterkwartier keerden in november 1994 in het bestuur van Haarlem-Oost terug. De nog bruikbare speeltoestellen zijn eveneens naar deze speeltuin meegenomen. 